# Ostedes sumatrana
Ostedes sumatrana là một loài bọ cánh cứng trong họ Cerambycidae.